# Enrique Leff
Enrique Leff Zimmerman (Ciudad de México, 1946) es un economista, sociólogo ambiental, escritor y catedrático mexicano. Ha escrito 25 libros y 180 artículos sobre ecología política, sociología ambiental, economía ambiental, filosofía medioambiental y educación ambiental. Es considerado uno de los pensadores ambientales clave en América Latina.
Es miembro de la Academia Mexicana de Ciencias.

## Biografía
Se recibió como licenciado en Ingeniería Química por la Universidad Nacional Autónoma de México en 1968 y recibió un Doctorado de Troisième Cycle en economía del desarrollo de la École Pratique des Hautes Études de París en 1975.
Impartió clases en la UNAM a tiempo completo entre 1973 y 1986 antes de convertirse en coordinador de la Red de Capacitación Ambiental para América Latina y el Caribe (1986-2008) y coordinador de la oficina de la Ciudad de México de la Oficina Regional de América Latina y el Caribe del Programa de las Naciones Unidas para el Medio Ambiente (2007-2008).
En 2008 regresó a tiempo completo como profesor de ecología política y política ambiental en la UNAM. También es investigador senior del Instituto de Investigaciones Sociales de la misma universidad.
Leff trabaja en español, portugués, inglés y francés. Además de su trabajo académico, es un consumado cantante de ópera, Lieder y bolero. Tiene una Maestría en Voz de la Manhattan School of Music (1983).

## Contribuciones académicas
Leff trabaja en los campos académicos de epistemología, economía ambiental, sociología ambiental, ecología política y educación ambiental.
Es más conocido por argumentar que los problemas ambientales son el resultado de una crisis de las formas de la civilización occidental de conocer, comprender y transformar el mundo (Eschenhagen 2012). Esto enmascara otras formas legítimas de pensar y actuar en el mundo, a saber, formas de "ecodesarrollo" y racionalidad ambiental. Su trabajo es en gran parte teórico, pero sus principales libros citan ejemplos positivos de las prácticas etnobotánicas de las culturas prehispánicas en América Latina, prácticas agrícolas sostenibles en ecosistemas tropicales, etc.

## Reconocimiento
- Academia Mexicana de Ciencias

## Publicaciones clave
- Leff E. 2012. Pensamiento ambiental latinoamericano: un patrimonio de conocimiento para la sostenibilidad . Ética ambiental 34: 4.
- Leff E. 2010. Imaginarios Sociales y Sustentabilidad, Cultura y Representaciones Sociales Editora, No. 9.
- Leff E. 2009. Ecologia, Capital e Cultura: a Territorialização da Racionalidade Ambiental, Petrópolis, Brasil: Vozes Editora.
- Leff E. 2006. Aventuras de la epistemología ambiental. De la articulación de las ciencias al diálogo de saberes . México: Siglo XXI Editores.
- Leff E. 2004. Racionalidad ambiental. La apropiación social de la naturaleza . México: Siglo XXI Editores.
- Leff E. (coord.) 2002. Ética, vida, sustentabilidad Archivado el 1 de diciembre de 2021 en Wayback Machine. . Serie Pensamiento Ambiental Latinoamericano No. 5. México: PNUMA.
- Leff, E. Escurra, E., Pisanty, I. y Romero Lankao, P. (Eds.) 2002. La transición hacia el desarrollo sustentable. Perspectivas de América Latina y el Caribe . México: SEMARNAT-INE-UAM-PNUMA (segunda edición).
- Leff, E. y M. Bastida 2001. Comercio, medio ambiente y desarrollo sustentable: Perspectivas de América Latina y el Caribe . México: UNEP / ETU.
- Leff E. 2001. Epistemología ambiental . São Paulo: Cortez Editora.
- Leff, E. (ed.). 2001. Justicia ambiental: Construcción y defensa de los nuevos derechos ambientales culturales y colectivos en América Latina Archivado el 1 de diciembre de 2021 en Wayback Machine. . México: PNUMA.
- Leff, E. (ed.) 2000/2003. La complejidad ambiental . México: Siglo XXI.
- Leff, E. 2000. La revolución científico-tecnológica, las fuerzas de la naturaleza y la teoría del valor de Marx. Capitalismo, naturaleza, socialismo 11 (4): 109-129.
- Leff, E. 1999. Sobre la apropiación social de la naturaleza. Capitalismo, naturaleza, socialismo 10 (3): 89-104.
- Leff, E. 1998. Murray Bookchin y el fin del naturalismo dialéctico. Capitalismo, naturaleza, socialismo 9 (4): 67-93.
- Leff, E. 1998/2002. Saber ambiental. Racionalidad, sustentabilidad, complejidad, poder . México: Siglo XXI Editores.
- Leff, E. 1995. Producción verde. Hacia una racionalidad ambiental . Nueva York: Publicaciones de Guilford.
- Leff, E. 1994. Ciencias sociales y formación ambiental . Barcelona: GEDISA.
- Leff, E. 1994. Ecología y capital. Racionalidad ambiental, democracia participativa y desarrollo sustentable . México: Siglo XXI.
- Leff, E. 1993. El marxismo y la cuestión medioambiental: de la teoría crítica de la producción a una racionalidad medioambiental para el desarrollo sostenible. Capitalismo, naturaleza, socialismo 4 (1): 44-66.
- Leff, E. y J. Carabias (eds.) 1993. Cultura y Manejo Sustentable de los Recursos Naturales . 2 tomos. México: CIICH-UNAM / Miguel Ángel Porrúa.
- Leff, E. 1990. Medio ambiente y desarrollo en México. México: CIIH-UNAM / Miguel Ángel Porrúa.[8] . México: CIIH-UNAM / Miguel Ángel Porrúa.
- Leff, E. 1986. Productividad ecotecnológica: una base conceptual para el manejo integral de los recursos naturales. Información de ciencias sociales 25 (3): 681-702.
- Leff, E. 1986. Ecología y Capital: Hacia una Perspectiva Ambiental del Desarrollo . México: UNAM.
- Leff, E. (Ed.). 1986. Los problemas del conocimiento y la perspectiva ambiental del desarrollo . México: Siglo XXI Editores.
- Leff, E. (Ed.). 1981. Biosociologia y Articulacion de las Ciencias . México: UNAM.
- Leff, E. (Ed.). 1980. Teoría del Valor . México: UNAM.
- Leff, E. (Ed.) 2019. Ecología política. De la deconstrucción del capital a la territorialización de la vida. México: Siglo XXI Editores.
- Leff, E. (Ed.) 2014. La apuesta por la vida. México: Siglo XXI Editores.
- Leff, E. (Ed.) 2021) El conflicto de la vida. México: Siglo XXI Editores.
- Leff, E. (Ed.) 2018 El fuego de la vida. México: Siglo XXI Editores.